# Nikola de Paden
Nikola de Paden O.E.S.A. (? – 1371.) bio je prelat Katoličke Crkve koji je služio kao biskup trebinjsko-mrkanski od 1371.

## Životopis
Pripadao je augustinskom redu. Imenovan je, 29. listopada 1371., biskupom trebinjsko-mrkanskim.
Nije poznata godina kraja njegova biskupovanja. Izgleda da je Dubrovački senat kasnije imenovao trojicu nasjednika bez znanja, odnosno odobrenja Svete Stolice na tu službu:
- Dessa ili Ulješa (1362.–1370.), trogirski franjevac,
- Franjo (1370.–1374.),
- Ratko (1385.–1393.), Dubrovčanin.

### Knjige
- Perić, Ratko. 2020. Kronotaksa trebinjsko-mrkanskih biskupa s nekim prijepornim pitanjima.   Krešić, Milenko (ur.). Trebinjsko-mrkanska biskupija za vrijeme posljednjeg biskupa ordinarija Nikole Ferića (1792.-1819.) i nakon njega. Teološko-katehetski institut u Mostaru. Mostar. str. 9–33

### Mrežna sjedišta
- Bishop Nikolaus von Paden, O.E.S.A. †. catholic-hierarchy.org (engleski). Pristupljeno 24. prosinca 2022.

| Titule u Katoličkoj Crkvi     | Titule u Katoličkoj Crkvi          | Titule u Katoličkoj Crkvi |
| ----------------------------- | ---------------------------------- | ------------------------- |
| prethodnik Matija de Altamuta | Biskup trebinjsko-mrkanski 1371.–? | nasljednik Ivan           |